# 709-та піхотна дивізія (Третій Рейх)

Дислокація Вермахту перед початком вторгнення союзних військ. 709-та дивізія обороняє північно-східну частину півострова

709-та піхотна дивізія (Третій Рейх) (нім. 709. Infanterie-Division) — піхотна дивізія Вермахту за часів Другої світової війни.

## Історія
709-та піхотна дивізія була сформована 2 травня 1941 року в 9-му військовому окрузі. Її кістяк складали бійці які були зараховані до допоміжних частин Вермахту, поранені, чи призовники, без будь-яких військових навичок. Крім того найкращі бійці дивізії були направлені на Східний фронт. З кінця червня 1941 року, дивізія несла окупаційну службу у Франції. З грудня 1942 — дислокується в Нормандії. Наприкінці 1943 в штат дивізії посилили 919-м гренадерським полком (242-ї піхотної дивізії), і 5 «східними батальйонами», які були сформовані з колишніх військовополонених Червоної армії. В кінці дивізія стала «гарнізонною» («береговою») дивізією (709-та не була оснащена яких-небудь транспортом або важким озброєнням, тому або не здійснювала тривалі переходи, або здійснювала їх на конях).
709-та дивізія захищала східне і північне узбережжя півострова Котантен, у тому числі і плацдарм «Юта». У число територій, які контролювала ця дивізія, входив 250-кілометровий фронт від північного сходу Карантана через Страса Барфлер-Шербур до західного мису Барневілль, а також 65-кілометровий Шербурзький фронт.
Дивізія брала участь в обороні Нормандії під час висадки союзних військ (у складі 84-го армійського корпусу, 7-ма армія). На плацдармі «Юта» солдати вступили в бій з 4-ї піхотної дивізії армії США. Більшість солдатів були погано озброєні, що призвело до великих жертв серед німецької дивізії. Не зважаючи на легенду «неприступного Атлантичного Валу», більшість укріплень 709-ї дивізії були або незакінченими, або мали невдале розміщення (в деяких випадках на прикриття берегової лінії в декілька миль виділяли декілька кулеметних гнізд). Попри те, що вік бійців, які складали, цю дивізію, був близько 32-37 років, і те що вона була слабо оснащена, 709-та дивізія боролася до останнього, доки зрештою, в битві за Шербур була знищена майже повністю вся дивізія, а залишки вояків здалися в полон.
26 липня 1944 709-та піхотна дивізія формально розформована.

## Структура
- Штаб
- 729-й гренадерський полк

1. 1 батальйон
2. 2 батальйон
3. 3 батальйон
4. 649-й Ост-батальйон

- 739-й гренадерський полк

1. 561-й Ост-батальйон
2. 2 батальйон
3. 3 батальйон
4. 795-й Ост-батальйон

- 919-й гренадерський полк

1. 1 батальйон
2. 2 батальйон
3. 3 батальйон

- 752-й гренадерський полк

1. 635-й Ост-батальйон
2. 797-й Ост-батальйон

- 1709-й артилерійський полк

1. 1 дивізіон (8 100 мм гаубиць чеського виробництва)
2. 2 дивізіон (12 105 мм гаубиць leFH18)
3. 3 дивізіон (12 155 мм трофейних французьких гаубиць)
4. 4 дивізіон (12 76,2 мм трофейних радянських гармат ЗІС-3)

- 709-й протитанковий батальйон

1. 1 дивізіон (9 самохідно-артилерійських установок StuG 40)
2. 2 дивізіон (12 75 мм гармат Pak 40)
3. 3 дивізіон (9 зенітних гармат 3,7 cm Flak 36)

- 709-й батальйон зв'язку
- 709-й саперний батальйон
- 709-та санітарна рота

## Командування

### Командири
- генерал-майор Арнольд фон Вессель (нім. Arnold von Beßel) (3 травня 1941 — 15 липня 1942);
- генерал-лейтенант Альбін Наке (нім. Albin Nake) (15 липня 1942 — 15 березня 1943);
- генерал артилерії Курт Ян (нім. Curt Jahn) (15 березня — 1 липня 1943);
- генерал-майор Еккард фон Гейзо (нім. Eckkard von Geyso) (1 липня — 12 грудня 1943);
- генерал-лейтенант Карл-Вільгельм фон Шлібен (нім. Karl-Wilhelm von Schlieben) (12 грудня 1943 — 23 червня 1944).